# Berniniella aeoliana
Berniniella aeoliana är en kvalsterart som först beskrevs av Bernini 1973.  Berniniella aeoliana ingår i släktet Berniniella och familjen Oppiidae. Inga underarter finns listade.